# Lutgarda de Saxònia
Lutgarda de Saxònia (h. 845-17 de novembre de 885) va ser l'esposa i reina de Lluis el jove, el rei franc de Saxònia i Frància Oriental.
Va néixer entre l'any 840 i 850, filla de Liudolf, duc dels saxons orientals (n. 805-820, m. 12 de març de 866), i d'Oda Billung (n. 805-806, m. 17 de maig de 913).
Es va casar amb Lluis el Jove -qui ja hi havia estat compromès amb una filla del comte Adalard- el 29 de novembre de 874 en Aschaffenburg. Van tenir dos fills:
- Lluis (877–879).
- Hildegarda (h. 879–després de 899), que es va convertir en una monja de Chiemsee, Baviera.

Després de la mort del seu espòs, es va casar en 882 amb Burcard I, duc de Suàbia (n. entre 855 i 860–m. 5 de novembre de 911). Van tenir tres fills:
- Burcard II, duc de Suàbia (nascut 883–884, m. 28 d'abril de 926).
- Udalrich de Suàbia (n. entre 884 i 885, m. 30 de setembre de 885)[1]
- Dietpirch de Suàbia (també coneguda com a Teoberga); es va casar amb Hupald, comte de Dillingen (m. 909).[2] Els seus fills van incloure Ulric d'Augsburg.[3]

Lutgarda va destacar especialment per la seva forta voluntat i ambició política.